# Censura de la Biblia
La censura de la Biblia se refiere a la restricción o prohibición de la posesión, lectura o uso de la Biblia en general o cualquier traducción particular de esta. Quienes han desobedecido tales prohibiciones han sido castigados mediante el encarcelamiento, trabajos forzados, el destierro y la muerte; también ha provocado la quema o confiscación de la biblia o biblias utilizadas o distribuidas. La censura de la Biblia ha tenido lugar desde la antigüedad y todavía ocurre hoy en día.
En el siglo XX, la resistencia cristiana a la política de la Unión soviética de ateísmo de estado se manifestó a través del contrabando de biblias. La República Popular China, oficialmente un estado de ateo, se involucra en la quema de biblias como parte de las campañas antirreligiosas del país.
El Index librorum prohibitorum de la Iglesia católica incluía varias traducciones de la Biblia. En la mayoría de los casos, las prohibiciones para los laicos devotos que poseían o que hacían uso de las biblias estaban relacionadas con ediciones vernáculas de la Biblia. A los clérigos nunca se les prohibió poseer la Vulgata, traducción de San Jerónimo de la Biblia en hebreo y griego al latín. Para la mayoría de protestantes, el tema principalmente se refiere a las prohibiciones históricas de la Iglesia católica en contra de la lectura o posesión de biblias no derivadas de la traducción en latín de la Vulgata o, en el caso del laicado, la posesión de cualquier traducción de la Biblia, incluyendo la Vulgata. Para los católicos, la censura de la Biblia fue perpetuada tanto por restringir biblias de quienes eran poco instruidos como por censurar las traducciones que se pensaba propiciarían desviaciones de doctrinas católicas oficiales.

## Antecedentes
El Antiguo Testamento fue escrito principalmente en hebreo además de en arameo. El Nuevo Testamento fue escrito en koiné, una forma de griego antiguo. Los libros fueron traducidos a varias otras lenguas, incluyendo el latín. Desde cerca del 300 d. C. y en adelante, el latín comenzó a establecerse como la lengua de adoración en la cristiandad occidental. Esto fue propiciado por el hecho de que muchas lenguas europeas, llamadas lenguas romances, descienden del latín. Por otro lado, las primeras lenguas germánicas escritas datan de tan solo el siglo VI. Del 382 d. C. al 420 d. C., una nueva traducción fue hecha al latín vernáculo, la Vulgata, la cual se convirtió en la traducción dominante para la cristiandad occidental en los siglos VII-IX. Desde cerca del siglo IX era considerada como la única traducción válida de la Biblia. En la cristiandad oriental, por otro lado, la lengua griega se mantuvo dominante.

## Persecución de Diocleciano
Durante la persecución de Diocleciano, las biblias se convirtieron en un objetivo secundario de un programa más grande que tenía la intención de acabar con el cristianismo. El 24 de febrero del 303, el primer "Edicto contra los cristianos" de Diocleciano fue publicado. Además de otras persecuciones contra los cristianos, Diocleciano ordenó la destrucción de sus escrituras y libros litúrgicos a través del imperio Romano entero.

## Durante la Edad Media
Hubo algunas controversias sobre si la traducción en antiguo eslavo eclesiástico era permisible. Según San Metodio, a él oficialmente se le dejaba utilizarla en tiempos de Juan VIII en 880. Aun así, los cristianos tenían prohibido utilizar la traducción en antiguo eslavo eclesiástico en tiempos de Juan X en 920 y cerca del Concilio de Letrán de 1059 convocado por Nicolás II y Alejandro II. En una carta a Bratislao II de Bohemia que data del 2 de enero de 1080, el papa Gregorio VII revocó el permiso de sus predecesores de utilizar el antiguo eslavo eclesiástico. La razón que dio fue que "No sin razón ha complacido a Dios Todopoderoso que la Santa Escritura tenga que ser un secreto en ciertos lugares, perdida, si fuera completamente asequible a todos los hombres, podría ser despreciada y sujeto a la falta de respeto; o podría ser mal entendida por aquellos de aprendizaje mediocre, y llevados al yerro".
Entre 1170 y 1180, Pedro Valdo encargó a un clérigo de Lyon traducir el Nuevo Testamento al "romance" vernacular (franco-provenzal). A él se le da crédito por proporcionar a Europa Occidental con la primera traducción de la Biblia a una "lengua moderna" más allá del latín.
En 1199, Inocencio III, en la escritura de una carta al obispo de Metz, prohibió la lectura de la Biblia en reuniones privadas (a las cuales llamó occultis conventiculis, o "convenciones ocultas"). Aun así, él reconoció que no tenía culpa aquel que tuviera el deseo de leer y estudiar las divinas escrituras y que era recomendable tener esa disposición. Sin embargo, como el individuo por sí solo, además de en las reuniones privadas, difícilmente podría hacerse de textos de la Biblia, esta prohibición fue prácticamente equivalente a una prohibición de la Biblia para personas laicas.
Después del fin de la cruzada albigense, el Concilio de Toulouse endureció las disposiciones contra los herejes en esta provincia eclesiástica. La Inquisición fue la primera organización en operar en toda la nación, y la Universidad de Toulouse fue fundada y de esta el Instituto católico de Toulouse tomó su nombre. En el sínodo se pronunció una prohibición general de la Biblia para personas legas de esta provincia eclesiástica, solo el salterio y el breviario en latín eran permitidos.

También prohibimos que al laicado se le permita tener libros del Viejo y Nuevo Testamento; a menos que alguien motivado por la devoción deseara tener el Salterio o el Breviario para oficios divinos o las Horas de la Virgen María; pero debemos estrictamente prohibir su posesión de cualquier traducción de estos libros.

Esto cita no fue repetida en 1233 en el consejo llevado a cabo en Bréziers. Aunque algunas secciones del Concilio de Toulouse fueron utilizadas, esta declaración fue omitida. En el transcurso de una confirmación de escritos en 1215 durante la condena de los escritos de David de Dinant en el IV Concilio de Letrán, Gregory IX ordenó, in 1231, entregar todos los libros teológicos escritos en latín a los obispos diocesanos. En el Segundo Consejo de Tarragona (Conventus Tarraconensis) en 1234, los obispos españoles, atendiendo un decreto de rey Jaime I de Aragón, declararon que estaba prohibido a cualquiera poseer una traducción de la Biblia. Tenían que ser quemados en un espacio de ocho días, de otra forma, serían considerados herejes.
En el sínodo diocesano de Tréveris (Synodus Dioecesana Trevirensis) convocado por el arzobispo Teodorico II en 1231, a presuntos herejes llamados euquites se les acusó de haber traducido las escrituras al Alemán:

Había una inusual cantidad de herejía en todas partes. En el año 1231 en la misma ciudad y territorio, hubo herejes que fueron vistos en tres escuelas. Y varios de ellos pertenecían a esa secta, y a muchos de ellos se les enseñaba con las escrituras, que ellos habían traducido al alemán.

En el sínodo de Béziers (Concilium Biterrense) en 1246 también se decidió que el laicado no debería tener ningún libro teológico en latín o vernáculo, mientras que el clero no tendría ninguno en vernáculo.
Carlos IV del Sacro Imperio Romano Germánico emitió un edicto contra las interpretaciones alemanas de las escrituras por petición del papa Urbano V en 1369 en Lucca. Esto con el fin de que tales intérpretes no sedujeran a los legos y espíritus malévolos a la herejía o el error. No obstante, su hijo empezó a escribir a mano la Biblia de Wenceslao en 1385.
En 1376, el papa Gregorio XI ordenó que toda literatura que hablase de la Biblia tendría que estar bajo dirección eclesiástica. Como resultado, solo la Vulgata y algunas traducciones de baja calidad en las lenguas nacionales fueron toleradas.
John Wycliffe (1330–1384), teólogo con ideas similares pero anteriores a la Reforma protestante, acabó la primera traducción de la Biblia del latín al inglés en 1383. Sus enseñanzas fueron rechazadas en 1381 por la Universidad de Oxford y en 1382 por la iglesia. Por miedo a un levantamiento popular, Wycliffe no fue acusado. La traducción de la Biblia causó gran intranquilidad entre el clero, y por ella, varios sínodos provinciales defensivos fueron convocados, como el 3.er Consejo de Oxford (terminado en 1408). Bajo la dirección del arzobispo Thomas Arundel, se escribieron posturas oficiales en contra de Wycliffe en la Constitución de Oxford y la Constitución de Arundel. La última dice lo siguiente:

Decidimos y por lo tanto ordenamos que nadie en adelante traduzca ningún texto de las escrituras al inglés u otra lengua bajo la forma de libro, libelo o tratado. Además, prohibimos que dicho libro, libelo o tratado se lea, ya sea que haya sido escrito por el contemporáneo John Wycliffe o posteriormente, sea parcial o completamente, en público o privado. Estas acciones serán castigadas con la excomulgación hasta que el obispo local o, de ser necesario, un consejo provincial apruebe dicha traducción. Los que a ello se opusieran deberán ser castigados de la misma manera junto con aquellos que sean promotores de la herejía y el error.

Para este punto las traducciones de lecturas litúrgicas y textos para predicar (salmos, perícopas evangélicas y epístolas) estaban obligadas a ser examinadas por autoridades de la iglesia. Individuos como William Butler quisieron ir incluso más allá y también limitaron las traducciones de la Biblia a la lengua latina únicamente. En 1401, el parlamento promulgó la ley de heretico comburendo para reprimir a los seguidores de Wycliffe y censurar sus libros, incluyendo la traducción de Biblia. En el Concilio de Constanza en 1415, Wycliffe finalmente fue proclamado hereje y condenado como "el desgraciado de condenada memoria, sí, el precursor y discípulo del anticristo que, en armonía con su perversión, inventó una nueva traducción de las escrituras a su lengua madre". Sus ayudantes Nicholas Hereford y John Purvey fueron forzados a retractarse de sus enseñanzas, y sus huesos, como lo determinó el consejo, fueron finalmente quemados en 1428. Aun así, su traducción de la Biblia y otros 200 manuscritos fueron preservados en secreto y leídos por seguidores, y han sobrevivido hasta el día de hoy. Sin embargo, la Biblia de Wycliffe no fue imprimida hasta 1731, cuando Wycliffe fue históricamente concebido como el primer padre de la Reforma anglicana. La siguiente traducción de la Biblia al inglés fue la de William Tyndale, que tuvo que ser imprimida desde 1525 fuera de Inglaterra en zonas de Alemania simpatizantes con el protestantismo. Tyndale fue sentenciado a muerte en la hoguera debido a su trabajo de traducción. Él fue estrangulado en 1536 cerca de Bruselas y después quemado.

## De la imprenta hasta la Reforma
Alrededor de 1440–1450 Johannes Gutenberg inventó una imprenta con tipos móviles, con la cual produjo la Biblia de Gutenberg. Su invención rápidamente se extendió por toda Europa. En 1466 la Biblia de Mentelin fue la primera biblia vernácula en ser impresa. Fue una traducción palabra por palabra de la Vulgata latina.
El papa Paulo II (papado 1464–1471) ratificó el decreto de Jaime I de Aragón sobre la prohibición de biblias en lenguas vernáculas. Bajo el reinado de Isabel I de Castilla y su marido Fernando II de Aragón, la impresión de biblias vernáculas fue prohibida en la ley estatal española. La Inquisición española, instaurada por ellos, ordenó la destrucción de todos los libros hebreos y todas las biblias vernáculas en 1497. Esto fue cinco años después de la expulsión de los judíos de las Coronas de Castilla y Aragón. En 1498, la Inquisición declaró que era imposible traducir la Biblia a una lengua moderna sin hacer equivocaciones que sumergirían a los poco capacitados y especialmente a nuevos conversos en dudas sobre la fe.
La traducción completa de la Biblia a una lengua romance, una transferencia de la Vulgata al valenciano, fue hecha por el general de la Orden de los Cartujos Bonifacio Ferrer (1355-1417) y fue impresa en 1478.
Mediante la carta del 17 de marzo de 1479, el papa Sixto IV autorizó al rector y decano de la Universidad de Colonia intervenir con censores eclesiásticos en contra de impresores, compradores y lectores de libros herejes. Esta autorización fue aprobada por el papa Alejandro VI. En varios libros teológicos y no teológicos de este periodo se incluye una licencia de impresión. En estos tiempos también se pueden encontrar licencias de impresión del Patriarca de Venecia. Con la censura del 4 de enero de 1486 y una orden ejecutiva del 10 de enero, el príncipe elector y arzobispo Berthold von Henneberg de Maguncia puede ser considerado un pionero del control de la censura en las regiones germanoparlantes de Maguncia, Erfurt y Fráncfort. Sus decisiones sobre la censura no intervenían en temas seculares, pero sí que se dirigían a textos religiosos específicos, especialmente traducciones del latín y el griego al alemán. Berthold creía que la lengua alemana era demasiado pobre para reproducir los precisos y bien estructurados textos latinos y griegos. Hasta entonces, no había aparecido escritos herejes impresos en alemán, pero a partir de 1466 aproximadamente diez traducciones relativamente idénticas en alemán de la Biblia fueron completadas. Sobre esto comentó:

El divino arte de la impresión hace que los libros sean accesibles y todo el mundo puede usarlos para instruirse y cultivarse. Sin embargo, muchos, como hemos visto, hacen mal uso de este arte por gloria y deseo de dinero, de manera que destruyen a la humanidad en lugar de iluminarla. De esta forma existen textos en las manos del pueblo que menosprecian la religión y que han sido traducidos del latín al alemán (libri de divinis officiis et apicibus religionis nostrae). Las leyes y cánones sagrados han sido compilados con mucho cuidado y habilidad por hombres sabios y elocuentes. Su comprensión es tan difícil que la duración de la vida humana, incluso para los más perspicaces, apenas alcanza para dominarlos. Sin embargo, algunas personas insolentes e ignorantes se han atrevido a traducir esos escritos a un alemán común y corriente tan malo que incluso los eruditos se confunden por estas obras y sus grandes malentendidos.

En 1490 algunas biblias hebreas y otros libros judíos fueron quemados en Andalucía por orden de la Inquisición española.

## SigloXVI
De 1516 a 1535, Erasmo de Róterdam publicó varias ediciones de su Novum Instrumentum omne. Este vio la luz como una edición doble, ya que incluía tanto una nueva versión en latín como la primera impresión del texto en griego, el cual fue reconstruido en algunos pasajes a través de una traducción inversa del latín al griego. En 1517, Martín Lutero publicó Las noventa y cinco tesis. En 1521, fue excomulgado por la bula papal Decet Romanum Pontificem, y se expidió el Edicto de Worms en donde se le declaraba hereje. En 1522, la primera traducción del Nuevo Testamento de la Biblia de Lutero fue publicada. Se tradujo con base en el texto en griego de Erasmo. En 1534 las Sagrada Escritura fue impresa en su totalidad, completando la Biblia de Lutero.
En el Concilio de Trento, tanto los escritos de Lutero como los escritos de Erasmo fueron puestos en el Index librorum prohibitorum. Copias futuras del índice explícitamente prohibían sus Biblias, así como todas las ediciones previas y en general todas las ediciones similares de la Biblia:

Biblia cum recognitione Martini Luteri. [...] Cum universis similibus Bibliis ubicunque excusis. [...] Novum Testamentum cum duplici interpretatione.

La Biblia revisada por Martín Lutero. [...] además de Biblias similares, impresas en cualquier lugar. [...] además de Nuevos Testamentos similares con dobles interpretaciones.

El Edicto de Worms contra Lutero no entró en vigor durante el imperio. En 1523, en la Dieta Imperial de Núremberg, el nuncio papal Francesco Chirecati pidió al Sacro Imperio Romano aplicar la cláusula del Concilio de Letrán en contra de la impresión de cualquier libro sin el permiso del obispo local o su representante. También quería que el Edicto de Worms entrara en vigor. Sin embargo, el 6 de marzo de 1523, se decretó que hasta que el consejo eclesiástico solicitado pudiera realizarse, los gobernantes locales mismos tendrían que asegurarse de que no se imprimieran o vendieran nuevos escritos en su territorio a no ser que hubieran sido aprobados por hombres razonables. Otros escritos, especialmente aquellos de naturaleza insultante, estaban destinados a ser prohibidos y se castigaba severamente.
La Dieta de Espira de 1529 se limitó esencialmente a repetir las resoluciones de la Dieta de Augsburgo de 1523 en sus decretos. El 13 de mayo de 1530, el nuncio papal dio al emperador un memorándum que recomendaba que el Edicto de Worms y la bula de León X deberían ser implementados por decreto imperial y bajo pena de castigo. Tras la Protesta de Espira en el cierre de la Dieta Imperial el 19 de noviembre de 1530, se decidió que nada debería ser impreso sin especificar la impresora y la ubicación de impresión. La petición del nuncio había fallado.
Como parte de la Dieta de Ratisbona de 1541 que sentó las bases del Coloquio de Ratisbona, la ley contra publicar insultos fue replicada.

### Inglaterra
En 1534, la Convocación de Canterbury solicitó que el rey comisionara una nueva traducción de la Biblia a personas apropiadas, y autorizara leerla. Aunque el rey no designó traductores, nuevas traducciones aparecieron en 1535 y los años sucesivos. En 1536 y 1538, Thomas Cromwell ordenó que la traducción de la Biblia de Coverdale debía ser colocada en cada iglesia. Estas biblias debían ser impresas a gran escala y encadenadas para impedir robos. Esta traducción pasó a ser conocida como la "Great Bible" o "Biblia Encadenada".

### Index Librorum Prohibitorum
Por estos tiempos, el Index Librorum Prohibitorum comenzó a ser desarrollado. En la Dieta de Augsburgo de 1548, la cual pronunció las condiciones del Interim de Augsburgo, la sentencia contra insultos fue repetida y las disposiciones anteriores se ampliaron para incluir el nombre del autor o poeta. Además, los libros debían ser revisados antes de su impresión por la "autoridad religiosa del lugar". Existía un sentimiento de aversión hacia aquel que era "indisciplinado, maleducado, o rebelde e ignominioso con la Doctrina Católica de la Santa Iglesia Cristiana". Los libros de Lutero que ya habían sido impresos debían ser eliminados. El sacro fiscal imperial romano intervendría contra las autoridades de las ofensas. Después de que la Paz de Augsburgo de 1555 terminara con el Interim de Augsburgo y aumentara la libertad religiosa al declarar cuius regio, eius religio, el Index Librorum Prohibitorum papal solo era visto como ley en territorios católicos.

### Reglas Generales en elIndex Romanus
Pío IV (papado 1559–1565) también añadió reglas generales al Index Romanus. En el primera versión impresa y publicada en 1559, hay 30 ediciones latinas de las Escrituras, 10 ediciones del Nuevo Testamento, y dos reglas generales cortas para Biblias en lenguas extranjeras.
En la 18.ª reunión del Concilio de Trento del 26 de febrero de 1562, se decidió formular reglas de indexación general. El 3 o 4 de diciembre en 1563, el Consejo decidió presentar su propuesta, el Decretum de indice librorum, al papa para la adaptación final. Con la bula Dominici gregis custodiae el Index tridentinus fue publicado el 24 de marzo de 1564 por el papa. En él, todos los textos de los heresiarcas (reformistas) fue incluido en el índice, sin importar si trataban la teología, palabras religiosas o descripciones de la naturaleza. Especialmente en las Biblias, las reglas 3 y 4 entraban en escena:
Regla 3:

Las traducciones de escritores eclesiásticos más viejos (por ejemplo, los Padres de la Iglesia) publicadas por autores de la primera clase son permitidas si no se oponen a la correcta doctrina. Traducciones [en latín] de académicos y hombres píos de libros del Antiguo Testamento derivadas de autores de la primera clase podrán ser autorizadas por los obispos, pero solo como explicaciones de la Vulgata para la comprensión de las Escrituras y no como textos bíblicos. Por otro lado, traducciones [en latín] del Nuevo Testamento no serán permitidas por autores de primera clase, porque leerlas no trae gran beneficio a los lectores. Esas traducciones suponen mucho peligro. Los comentarios hechos por autores de primera clase, en caso de estar asociados con dichas traducciones del Antiguo Testamento o la Vulgata, podrán ser aceptados para uso el uso de hombres devotos y educados. Esto es especialmente cierto para la llamada Biblia de Vatable. Los prólogos y prolegómenos serán removidos de las Biblia de Isidoro Chiari; pero no se permitirá a nadie acceder al texto de la Vulgata.

Regla 4:

La experiencia nos dice que, si la lectura de la Biblia en una lengua vernácula se permite a todos sin distinción, resulta más mal que bien por la audacia del hombre. Serán decisivos los juicios del obispo y el inquisidor respecto a las traducciones vernaculares. La lectura de la Biblia en traducciones vernáculas hechas por escritores católicos podrán ser permitidas a juicio del consejero o confesor, según el caso. El consejero o confesor podrán permitir la lectura de dichas traducciones cuando estén seguros de que la lectura de dichas traducciones no dañen, sino que hagan crecer la fe y la devoción. Este permiso deberá ser dado por escrito. Aquel que lea o haya leído una Biblia en lenguas vernáculas sin dicho permiso, será privado de la absolución de sus pecados hasta que haya entregado la traducción de la Biblia particular al obispo. Los vendedores de libros que venden o facilitan Biblias vernáculas a aquellos que carecen del permiso deberán pagar por libros para el obispo con fines religiosos. Otros castigos podrán ser usados dependiendo de la naturaleza de la ofensa, con penalizaciones que eventualmente caducan. Miembros de órdenes religiosas no podrán leer ni comprar dichas biblias sin el permiso de sus superiores.

Las reglas fueron reimpresas en cada versión hasta la reforma de 1758. A los creyentes se les prohibía hacer, leer, poseer, comprar, vender o distribuir estos libros de acuerdo con la excomunión.
Con esta adición, la regla tuvo validez hasta 1758. La forma en que se puso en marcha fue distinta en cada región. En un estado católico como Baviera, fue una ley estatal. En particular, a los vendedores de libros se les revocaron sus licencias por violar la ley. Sin embargo, en Wurtemberg, un refugio para el Protestantismo, el índice funcionó más como una lista negra. También fue aplicado en escuelas católicas de la élite en la Francia secularizada hasta el siglo XX. En general, la Francia secularizada casi nunca utilizó el Índice Romano.

## SiglosXVIIyXVIII

### Unigenitus
En 1713, Clemente XI emitió la bula Unigenitus dei filius para luchar en contra del jansenismo. La bula condenó 101 pasajes de la obra Réflexions morales de Pascasio Quesnel, incluyendo las siguientes proposiciones:

79. Es beneficioso y necesario en todo tiempo, en todo lugar y para todos estudiar y conocer el espíritu, la piedad y los secretos de las Sagradas Escrituras.

80. La lectura de las Sagradas Escrituras es para todos.

81. La oscuridad de la santa palabra de Dios no es razón para que los laicos se excusen de su lectura.

82. El domingo debe de ser santificado por los cristianos con lecturas piadosas y, sobre todo, de las Sagradas Escrituras.

83. Es pernicioso desear que un cristiano se aparte de dicha lectura.

84. Arrancar el Nuevo Testamento de las manos de los cristianos, o privándolos de este cuando se les prohíbe esta forma de comprenderlo, es cerrarles la boca de Cristo.

85. Prohibir a los cristianos la lectura de las Sagradas Escrituras, sobre todo del Evangelio, es prohibirles a los hijos de la luz usar la luz y hacer que sufran una especie de excomunión.

Esta bula fue controvertida entre el clero francés por varias razones. Una de las razones por la que se consideraba polémica es que condenaba varias oraciones de la Biblia y de los Padres de la Iglesia. Además, la bula Pastoralis officii de 1719 amenazaba con la excomunión a todo aquel que no se sometiera a la bula Unigenitus dei filius. El Concilio de Letrán aprobó la bula de Benedicto XIII Unigenitus dei filius.

### Castigos para los infractores
Como parte de un programa de persecución de los protestantes de Salzburgo, en 1731, Leopold Anton von Firmian, arzobispo de Salzburgo y gobernante provisional como conde, ordenó la quema y decomiso masivo de todos los libros protestantes y biblias.
El 27 de mayo de 1747, Jakob Schmidlin ("Sulzijoggi") fue ahorcado como el principal dirigente de un movimiento bíblico en el cantón de Lucerna en el Galgenwäldli sobre el río Emme. Su cadáver fue quemado junto con una Biblia de Lutero. Es considerado el último mártir protestante de Suiza. Dónde estaba su granja, se erigió un pilar. De más de 100 codefensores de este movimiento (provenientes de Ruswil, Wolhusen, Werthenstein, Menznau, Malters, Kriens y Udligenswil), 82 de ellos también fueron castigados, principalmente eran desterrados para siempre. Como la Biblia era el eje de este movimiento y una de las ofensas cometida por el convicto fue la violación de las reglas de censura sobre el uso y posesión de biblias, después del juicio, las autoridades emitieron un decreto que incluía una prohibición general a los hombres legos sobre la posesión de biblias:

Por este medio también queremos prohibir a todos y cada uno de nuestros siervos que no han sido instruidos no solo por la venta de libros no católicos y prohibidos, sino también la venta de buenas biblias y su distribución por cualquier medio. Atentamente esperamos que cualquier biblia y demás libros prohibidos o seductores escritos hasta la fecha sean entregados a sus pastores o vicarios en un plazo de catorce días posteriores al anuncio de este llamado. De otra forma, cuando libros de ese tipo sean encontrados tarde que temprano, se obrará con la debida severidad.

## SiglosXIXyXX
Pio VII envió dos breves sobre las sociedades bíblicas. Uno al arzobispo de Gniezno y primado de Polonia (Nimio et Acerbo, 29 de junio de 1816), y otro al arzobispo de Maguilov (Magno et acerbo, 3 de septiembre). Ambos breves están fuertemente en contra de las traducciones a lenguas vernáculas de la Biblia que no eran aprobadas por la Iglesia Católica y de dejar a personas laicas sin formación leer la Biblia. Magno et acerbo dice:

Ya que deberías de haber tenido en la mente las advertencias que nuestros predecesores nos han dado constantemente, esto es, que, si los libros sagrados son asequibles en todos lados sin medida en la lengua vulgar, se hará más perjuicio que beneficio. Además, la iglesia romana, aceptando solamente la edición de la Vulgata siguiendo el famoso mandato del Concilio de Trento, desaprueba las versiones en otras lenguas y permite solo a aquellas que han sido editadas con explicaciones cuidadosamente escogidas de los textos de los Padres y Doctores de la Iglesia, para que un tesoro como es este no sea expuesto a la corrupción de las novedades, y para que así la iglesia, sobre todo el mundo, sea "una de una sola lengua y de un mismo discurso". [...].

Con esta intención, los herejes se han acostumbrado a sus bajas y simples maquinaciones, para que con la publicación de traducciones vernáculas de la Biblia, (de cuya extraña variedad y discrepancia ellos se acusan entre sí y discuten), cada uno de ellos pueda insertar a traición su propios errores envueltos en el más sacro aparato del discurso divino. "Ya que los herejes no nacen", san Agustín solía decir, "salvo cuando las escrituras no son bien entendidas y cuando aquello que no es muy bien entendido es tomado por cierto descuidada y contundentemente". Pero si lamentamos que hombres reconocidos por su piedad y sabiduría han, no en pocas ocasiones, malinterpretado las Escrituras, acaso no deberíamos temer si las escrituras, traducidas a toda lengua vulgar, son libremente distribuidas y leídas por personas inexpertas que, mayormente, no juzgan con habilidad sino con una especie de ineptitud.

Ubi primum (3 de mayo de 1824) de León XII tampoco exhibió ninguna actitud liberal, declarando: "has notado una sociedad, generalmente conocida como la Sociedad Bíblica, fuertemente extendiéndose por todo el mundo. Rechazando la tradición de los Padres de la Iglesia y  atentando contra el bien conocido decreto del Concilio de Trento, trabaja para traducir la Santa Biblia a como dé lugar, o más bien maltraducir, a las lenguas ordinarias de cada nación. Hay buenas razones para temer que, como ya ha pasado en algunos de sus comentarios y en otros instantes por una interpretación distorsionada del evangelio de Cristo, producirán un evangelio del hombre, o lo que es peor, ¡un evangelio del diablo!".
Traditi humilitati nostrae (1829) de Pío VIII declara:

También es necesario vigilar a los conocidos de aquellos que publican nuevas traducciones de la Biblia en todas las lenguas vulgares, en contra de las sanas normas de la Iglesia, ya que los textos son astutamente distorsionados y dotados de aberrantes significados según el estado de ánimo de cada traductor. Estas versiones se distribuyen libremente en todas partes, con precios exorbitantes, incluso al más ignorante, y muchas veces se insertan escritos perversos en ellos para que los lectores beban un veneno letal, allí de donde ellos creían beber las aguas de la sana sabiduría. Desde hace algún tiempo la Sede Apostólica advierte a los cristianos de este ataque a la fe, y condena a los
autores de tan gran desventura. A tal efecto, todas las normas establecidas por decisión del Concilio de Trento se recordaron una vez más, así como lo ha dispuesto la misma Congregación del Índice, por lo que las versiones vernáculas de los textos sagrados no deberán admitirse, salvo que sean aprobados por la Santa Sede y contengan comentarios tomados de las obras de los Santos Padres de la Iglesia.

En 1836, Gregorio XVI recuperó el relieve hecho en 1757. Su enclítica Inter praecipuas de 1844 habló contra las Biblias vernáculas de las sociedades bíblicas. Hans-Josef Klauck considera, al comentar esta enclítica, que "fue profundamente sensata la práctica católica anterior al prohibir la lectura independiente de la Biblia en las lenguas vernáculas de los legos, o solo permitir su lectura con considerable cautela, porque finalmente amenazan con socavar la autoridad de enseñanza de la Iglesia".
Pío IX escribió en 1846 su enclítica Qui pluribus en contra de "la sociedad bíblica más impudente, la cual renovó las antigua práctica de los herejes y tradujo los libros de las Divinas Escrituras, contra las reglas más sacrosantas de la Iglesia, a todas las lenguas nacionales y a menudo proporcionó retorcidas explicaciones".
La situación en Niza era muy diferente de la situación en el Ducado de Toscana. El ducado tuvo una reputación por ser liberal bajo el mandato de Leopold II, incluso antes de 1849. Había tres iglesias protestantes dentro del ducado: una inglesa, una escocesa y una francesa. La iglesia protestante francesa celebraba ferias en lengua italiana. Después del breve periodo durante la república, la subsecuente contrarrevolución, el clima liberal cambió a conservador. El 18 de mayo de 1849, 3 000 copias de una traducción católica en italiano de la Biblia fueron confiscadas y quemados por órdenes de Antonio Martini, el arzobispo de Florencia, incluso cuando habían sido impresas con permiso. La persecución de protestantes aumentó. En 1851, los servicios en italiano fueron ilegalizados. La simple posesión de una biblia protestante italiana se consideraba evidencia suficiente para la condena. El prisionero más prominente fue el conde Piero Guicciardini, quién fue arrestado con otras seis personas. Se habían conocido el 7 de mayo de 1851, un día antes de su partida voluntaria por exilio religioso, y leyeron las Escrituras juntos. Por lo tanto, fue sentenciado a seis meses de encarcelamiento por blasfemia, que después se convirtió en un exilio.
En el Imperio Austriaco, la Patente de Tolerancia fue publicada el 13 de octubre de 1781. Además, el 22 de junio de 1782 y el 12 de octubre de 1782, José II emitió decretos de la corte que explícitamente autorizaban la importación e impresión de libros protestantes y estipulaban que las publicaciones anteriormente confiscadas debían traerse de vuelta mientras no ofendieran a la Iglesia católica. Estos decretos normalmente se seguían, pero las reformas no siempre se siguieron en todas partes durante el imperio. En 1854 en Buda, la policía incautó 121 biblias encontradas en una congregación protestante y redujo 120 de ellas a pulpa de celulosa en una fábrica de papel. A cambio, la congregación recibió 21 kreuzers por el valor de los libros como pulpa, así como la biblia restante, "que es suficiente para el pastor".
El 7 de diciembre de 1859, delante del palacio del arzobispo en Santa Fe de Bogotá, en la entonces Confederación Granadina, una gran quema de biblias tuvo lugar.
El 25 de enero de 1896, León XIII emitió nuevas reglas para el Index librorum con la constitución apostólica Officiorum ac Munerum. Se publicó el 25 de enero de 1897. En general, contenía reglas más laxas y ya incluía automáticamente todos los libros que fueran escritos por protestantes. Concretamente estipula:

Capítulo I. De los libros prohibidos de Apóstates, Herejes, Cismáticos y otros escritores.

1. Todos los libros condenados antes del año 1600 por los Pontífices Soveranos, o por los Consejos Ecuménicos, y que no han sido anexados al nuevo índice, deberán ser considerados como condenados de la misma manera que los anteriores, con la excepción de aquellos que son actualmente permitidos or los Decretos Generales. 2. Los libros de los apóstates, herejes, cismáticos y de cualquier escritor que defiendan la herejía o el cisma, o que de alguna forma ataquen los fundamentos de la religión, quedan en su totalidad prohibidos. 3. Los libros de no católicos que traten de la religión están prohibidos, a menos que claramente no contengan nada contrario a la fe católica. 4. Los libros de los escritores arriba mencionados que no traten exclusivamente la religión, pero que la toquen incidentalmente sobre la Verdad de la Fe, no deberán ser considerados como prohibidos por la Ley Eclesiástica, no así si fueran proscritos por decreto especial.
Capítulo II. De las ediciones del texto original de las Sagradas Escrituras y las versiones no vernáculas.

5. Las ediciones del texto original y las antiguas versiones católicas de las Sagradas Escrituras, así como aquellas de la iglesia oriental, si fueron publicadas por no católicos, aun si aparentemente hubieran sido editadas fielmente y en su totalidad, son únicamente permitidas para aquellos involucrados en estudios teológicos y bíblicos, únicamente si el dogma de la fe católica no es impugnado en el prolegómeno o en las anotaciones. 6. De la misma manera y bajo las mismas condiciones, otras versiones de la Santa Biblia publicadas por no católicos, ya sea en latín o en cualquier otra lengua muerta, son permitidas.

### Bretaña
La primera traducción del Nuevo Testamento a bretón fue publicada en 1827 por protestantes después de que la Iglesia católica rechazara su publicación.

### Estados Unidos
En 1842, un sacerdote jesuita llamado Telman fue responsable de la quema de unas biblias "protestantes" en Champlain, Nueva York.

### Alemania nazi
En el agosto tardío de 1933, las autoridades utilizaron 25 camiones para transportar cerca de 70 toneladas de literatura y biblias de The Watchtower a las afueras de la ciudad para quemarlas públicamente como parte de un programa más grande de persecución de los testigos de Jehová en la Alemania Nazi. Más tarde en julio de 1935, a los gobiernos estatales se les ordenó que confiscaran todas las publicaciones de la Watch Tower Society, incluyendo biblias.
El 9 y 10 de noviembre de 1938, miles de biblias hebreas fueron quemadas en múltiples comunidades alemanas como parte de un programa de persecución de judíos.

### Canadá
En 1955, la policía decomisó biblias y otros libros durante la redada de una casa en donde algunos testigos de Jehová rendían culto. Los testigos de Jehová tomaron acciones legales con éxito como respuesta.

### China
Cuando las reformas económicas implementadas por Deng Xiaoping generaron una mayor apertura al oeste, los cristianos de varias afiliaciones empezaron a contrabandear biblias y literatura cristiana a China. El PCCh vio a los destinatarios de aquellas biblias como partícipes de una actividad ilegal violando el principio de no aceptar ayuda de occidente.

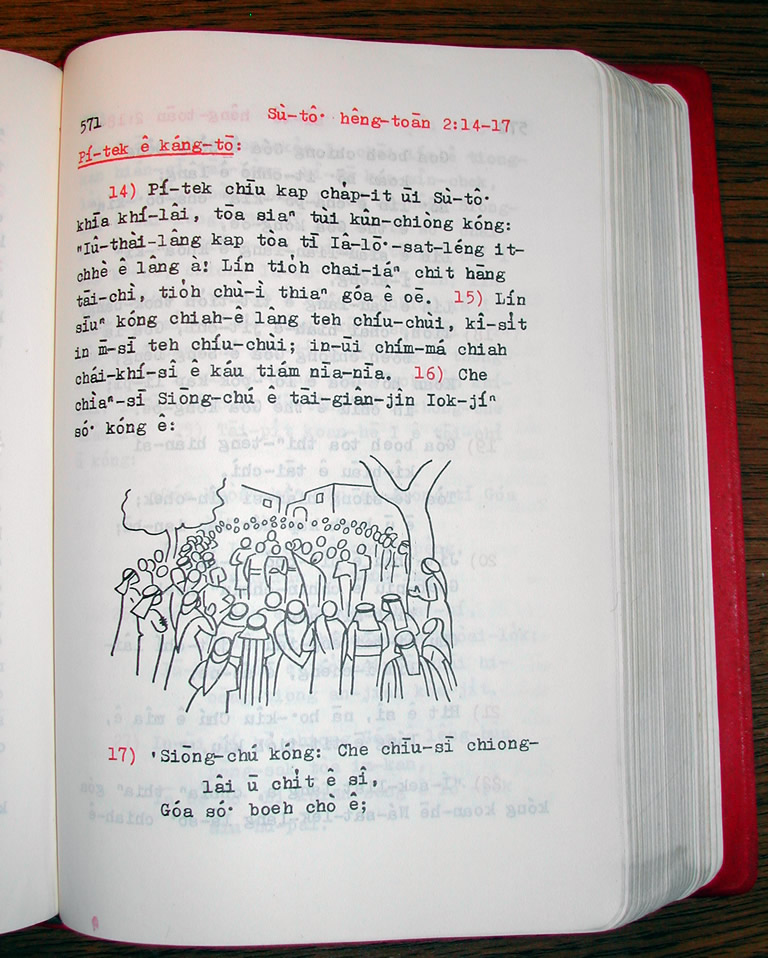
El Ko-Tân de 1973. Versión coloquial taiwanesa del Nuevo Testamento, confiscado en 1975. Abierto en Hechos 2:14–17

### Taiwán
Durante dos años en los cincuenta, se les prohibió a las iglesias utilizar biblias chinas escritas con el alfabeto latino en vez de caracteres chinos. La prohibición se levantó, aunque se animaba a hacer uso de caracteres chinos. Una traducción taiwanesa de 1973 del Nuevo Testamento fue producto de la cooperación entre protestantes y católicos. Fue confiscada en 1975, por también utilizar letras latinas.

### Rusia
En Rusia, las actividades de la Sociedad Bíblica en Rusia fueron severamente limitadas después de que el zar Nicolás I pusiera a la sociedad bajo el control de las autoridades de la iglesia ortodoxa. Tras la Revolución bolchevique de 1917, no se publicó ninguna Biblia hasta 1956 e incluso entonces la circulación fue limitada hasta los noventa.

### Unión Soviética
Aldis Purs, escribió que tanto en la República Socialista Soviética de Estonia como la República Soviética Socialista de Letonia una parte del clero cristiano evangélico intentó resistirse a la política soviética de ateísmo de estado al involucrarse en actividades contra el régimen como el contrabando de biblias.
La legislación marxista-leninista atea y antirreligiosa de la Unión Soviética "desalentaba la actividad religiosa al punto de prácticamente expulsarla de la vida pública". Un equipo dirigido por Ken Howard se involucró en el contrabando de biblias al interior de la URSS y más tarde publicaron copias de la Biblia producidas por serigrafía "utilizando telas contrabandeadas como material para cortinas o para ser usadas como enaguas, [que] permitieron imprimir las páginas sin levantar sospechas". Setenta y cinco operaciones se establecieron en toda la URSS e imprimieron más de un millón de páginas. En 2021, el Museo de la Biblia en Washington D. C. organizó una exposición sobre este contrabando de la Biblia y la actividad serigráfica de Ken Howard y su equipo.

## SigloXXI

### Estados islámicos
En algunos, principalmente estados musulmanes, la censura de la Biblia perdura hasta hoy. Por ejemplo, en Arabia Saudita la distribución de materiales religiosos no musulmanes como biblias es ilegal.

#### Malasia
El primer ministro aclaró en abril de 2005 que no se prohibían las biblias traducidas al malayo, aunque deben de ser selladas con la leyenda "No para musulmanes". La palabra traducida al castellano como "Dios" está traducida como "Alá" en algunas biblias malayas, lo cual es ilegal pues los no musulmanes no pueden utilizar el término "Alá". En marzo de 2010, el ministro del interior malasio decomisó 30,000 biblias en malayo de un puerto en Kuching, Sarawak.
Se presentó una demanda de parte de la arquidiócesis de Kuala Lumpur contra el Gobierno de Malasia en el Tribunal Supremo de Malasia para buscar que se declarara una reconsideración sobre la palabra "Alá" y que no era exclusiva del islam. Sin embargo, en 2014, el Tribunal Federal de Malasia dictaminó que los no musulmanes no podrían utilizar el término "Alá", 321 biblias fueron decomisadas.

### Ejército de los Estados Unidos
En 2009, el Ejército de EE. UU. quemó biblias escritas en pastún y dari que al parecer se pretendían distribuir entre los lugareños, lo cual viola las regulaciones que prohíben "el proselitismo de cualquier religión, fe o práctica".

### Escuelas de Estados Unidos
Así mismo, cuando el uso de la Biblia por el personal docente de las escuelas públicas de EE. UU. fue restringido (junto con las oraciones dirigidas por el profesor), esta prohibición se veía generalmente como una "prohibición de la Biblia".

### Canon 825 de la Iglesia católica
Hoy en día, el canon 825 del Código de Derecho Canónico rige las traducciones de la Biblia católica:

Libros de las sagradas escrituras no pueden ser publicado a menos que la Sede Apostólica o la Confederación de Obispos los aprueben. Para la publicación de sus traducciones a la lengua vernácula también se requiere la aprobación de la misma autoridad y que incluya anotaciones necesarias y suficientes. Con el permiso de la Confederación de Obispos, miembros católicos de la fe cristiana en colaboración con otros hermanos y hermanas pueden preparar y publicar traducciones de las sagradas escrituras que tengan sus justas anotaciones.

### Rusia
En 2015, Rusia prohibió la importación de la Traducción del Nuevo Mundo, traducción de la Biblia de los testigos de Jehová. El 5 de mayo de 2015, las autoridades aduaneras de Rusia decomisaron un cargamento de literatura religiosa que contenía biblias en lengua osetia publicadas por los testigos de Jehová. Oficiales aduaneros rusos de la ciudad de Vyborg detuvieron un cargamento de 2,013 biblias en ruso el 13 de julio de 2015. Las autoridades aduaneras confiscaron tres biblias que enviaron a un "experto" para poder estudiarlas y determinar si contenían lenguaje "extremista", e incautaron el resto del cargamento.

### China
La prensa paraestatal Amity es la única editorial permitida para imprimir biblias en China que no se exportan. La cantidad de impresiones está restringida y la venta o distribución de biblias está limitada a las iglesias autorizadas oficialmente, además de que recientemente las ventas por internet han sido reprimidas.
La Associated Press informó en septiembre de 2018 que el programa actual de supresión en China incluye la quema de biblias.

### Singapur
Singapur ha prohibido biblias y otra literatura publicada por las distintas ramas editoriales de los testigos del Jehová. Una persona que posea literatura prohibida puede ser multada hasta por 2,000 SGD (aproximadamente 1,300 EUR) y encarcelada hasta por 12 meses por la primera infracción. En febrero de 1995, la policía de Singapur decomisó biblias durante una redada y arrestó a 69 testigos de Jehová, muchos de los cuales fueron a prisión. En marzo de 1995, Yu Nguk Ding de 74 años fue arrestado por llevar dos "publicaciones indeseables", una de ellas era una biblia impresa por la Watch Tower Society.